# クリストフ・スピッヒャー
クリストフ・スピッヒャー（Christoph Spycher, 1978年3月30日 - ）は、スイス出身のサッカー選手。ポジションはディフェンダー。日本では「スパイヒャー」、「シュピハー」と表記される事がある。
パス精度と攻撃力が持ち味の元スイス代表左サイドバック。

## 経歴
2007-08シーズンは、フランクフルトの副キャプテンを務め、稲本潤一のチームメイトであった。2009-10シーズンから、ヨアニス・アマナティディスに代わりキャプテンに就任。シーズン通じて充実なシーズンを送ったが、2010年4月、左膝を痛め、回復の目途が立たず、2010 FIFAワールドカップの出場辞退ならびに代表引退を表明した。

## 所属クラブ
- FCミュンジンゲン 1997-1999
- FCルツェルン 1999-2001
- グラスホッパー・チューリッヒ 2001-2005
- アイントラハト・フランクフルト 2005-2009
- BSCヤングボーイズ 2010-2014

## 代表歴

### 出場大会
- スイス代表
  - 2006 FIFAワールドカップ

### 試合数
- 国際Aマッチ 47試合 0得点（2003年-2010年）[1]

| スイス代表 | 国際Aマッチ | 国際Aマッチ |
| 年         | 出場        | 得点        |
| ---------- | ----------- | ----------- |
| 2003       | 3           | 0           |
| 2004       | 9           | 0           |
| 2005       | 7           | 0           |
| 2006       | 7           | 0           |
| 2007       | 10          | 0           |
| 2008       | 7           | 0           |
| 2009       | 3           | 0           |
| 2010       | 1           | 0           |
| 通算       | 47          | 0           |